# Montizetes mongolicus
Montizetes mongolicus är en kvalsterart som först beskrevs av Balogh och Sandór Mahunka 1965.  Montizetes mongolicus ingår i släktet Montizetes och familjen Oribellidae. Inga underarter finns listade i Catalogue of Life.